# Pålsträsk
Pålsträsk är en småort i Älvsbyns kommun, Norrbottens län. Orten ligger i Älvsby socken vid sjön Pålsträsket och riksväg 94. Från Pålsträsk går även Länsväg BD 570 till Holmträsk i Piteå kommun.

## Befolkningsutveckling
| Befolkningsutvecklingen i Pålsträsk 1990–2015 | Befolkningsutvecklingen i Pålsträsk 1990–2015 | Befolkningsutvecklingen i Pålsträsk 1990–2015 | Befolkningsutvecklingen i Pålsträsk 1990–2015 | Befolkningsutvecklingen i Pålsträsk 1990–2015 |
| --------------------------------------------- | --------------------------------------------- | --------------------------------------------- | --------------------------------------------- | --------------------------------------------- |
|                                               |                                               |                                               |                                               |                                               |
| År                                            |                                               |                                               | Folkmängd                                     | Areal (ha)                                    |
| 1990                                          | 1990                                          |                                               | 119                                           | 41#                                           |
| 1995                                          | 1995                                          |                                               | 113                                           | 43#                                           |
| 2000                                          | 2000                                          |                                               | 105                                           | 43#                                           |
| 2005                                          | 2005                                          |                                               | 91                                            | 44#                                           |
| 2010                                          | 2010                                          |                                               | 97                                            | 44#                                           |
| 2015                                          | 2015                                          |                                               | 97                                            | 54#                                           |
| Anm.: # Som småort.                           |                                               |                                               |                                               |                                               |